# Fuente Obejuna
Fuente Obejuna település Spanyolországban, Córdoba tartományban. Fuente Obejuna Bélmez, Villanueva del Rey, Espiel, Hornachuelos, Azuaga, Granja de Torrehermosa, Peraleda del Zaucejo, Los Blázquez, La Granjuela és Peñarroya-Pueblonuevo községekkel határos. Lakosainak száma 4346 fő (2024).

## Népesség
A település népessége az elmúlt években az alábbi módon változott:
| Lakosok száma | 5817 | 5530 | 5409 | 5269 | 5147 | 4961 | 4796 | 4604 | 4505 | 4346 |
|               | 2001 | 2004 | 2006 | 2009 | 2011 | 2014 | 2016 | 2019 | 2021 | 2024 |